# Арунас Алейніковас
Арунас Алейніковас (лит. Arūnas Aleinikovas; народився 7 травня 1978 у м. Електренай, Литва) — литовський хокеїст, воротар.
Виступав за «Енергія» (Електренай), «Німан» (Гродно), «Южний Урал» (Орськ), ХК «Вітебськ», «Металургс» (Лієпая), «Солігалл Беронс», «Брекнелл Біз», «Металург» (Жлобин), ХК «Вітебськ».
У складі національної збірної Литви учасник чемпіонатів світу 1995 (група C), 1997 (група D), 1999 (група C), 2000 (група C), 2001 (дивізіон I), 2002 (дивізіон II), 2003 (дивізіон I), 2004 (дивізіон II), 2005 (дивізіон I), 2006 (дивізіон I) і 2007 (дивізіон I). У складі молодіжної збірної Литви учасник чемпіонатів світу 1995 (група C2) і 1997 (група D). У складі юніорської збірної Литви учасник чемпіонату Європи 1995 (група C2).